# Đa Phúc, Hà Nội
Đa Phúc là một xã thuộc thành phố Hà Nội, thủ đô của Việt Nam. Xã được hình thành trên cơ sở sáp nhập các xã Bắc Phú, Đức Hoà, Kim Lũ, Tân Hưng, Việt Long, Xuân Giang và Xuân Thu thuộc huyện Sóc Sơn cũ, trong đợt Sáp nhập tỉnh, thành Việt Nam 2025.

## Hành chính
Xã Đa Phúc được thành lập theo Nghị quyết số 1656/NQ-UBTVQH15 của Ủy ban Thường vụ Quốc hội Việt Nam, ban hành ngày 16 tháng 6 năm 2025. Theo đó, sắp xếp toàn bộ diện tích tự nhiên, quy mô dân số của các xã Bắc Phú, Đức Hoà, Kim Lũ, Tân Hưng, Việt Long, Xuân Giang và Xuân Thu thuộc huyện Sóc Sơn cũ thành xã mới có tên gọi là xã Đa Phúc.
Sau sắp xếp xã có diện tích tự nhiên 55,27 km2, quy mô dân số 83.477 người. Phía Bắc giáp xã Trung Giã, phía Tây giáp xã Sóc Sơn, phía Đông giáp tỉnh Bắc Ninh, phía Nam giáp xã Thư Lâm. Trụ sở Đảng ủy Xã dự kiến đặt tại thôn Xuân Tảo xã Xuân Giang cũ, trụ sở Uỷ ban nhân dân phường đặt tại thôn Đức Hậu xã Đức Hòa cũ.